# 17025 Pilachowski
17025 Pilachowski (1999 ES5) là một tiểu hành tinh vành đai chính được phát hiện ngày 13 tháng 3 năm 1999 bởi R. A. Tucker ở Goodricke-Pigott Observatory.